# 孙毅彪
孙毅彪（1956年11月—），男，汉族，浙江宁波人，中华人民共和国政治人物。曾任中华人民共和国海关总署副署长、党组成员、海关副总监。

## 生平
1975年参加工作，曾任杭州海关属下的舟山海关关长、党组书记（正处级）。后调入杭州，任杭州海关征税统计处处长。1992年，任广西南宁海关副关长、党组成员。1996年，任杭州海关副关长、党组成员。2001年，任合肥海关关长、党组书记。2003年，任南京海关关长、党组书记。2004年，任上海海关关长、党组书记。2008年当选第十一届全国人民代表大会代表。
2009年，任海关总署副署长、党组成员。2017年5月，卸任海关总署副署长。2018年1月，当选第十三届全国政协委员。